# 陳璸 (天啟進士)
陳璸（？—1643年），字賓王，福建漳州府漳浦縣人，後遷南澳。明末政治人物。

## 生平
陳璸入福建鎮海衛學，中天启元年辛酉科舉人，于天啓五年（1625年）中進士，授浙江慈谿知縣。丁艱，服闋，補永嘉縣。崇禎十年（1637年），任袁州府推官，拒敌有功。升户部主事，屢遷湖广布政使司右參議，分守湖南。崇禎十六年（1643年），張獻忠陷長沙，參政周鳳岐被圍困於澧州。陳璸督兵前往救援，軍敗被俘。獻忠欲招降，陳璸不屈，被斷手割肝而死。《明史》有传。 贈都察院右副都御史，謚曰忠贞。